# Max Koppel (Rabbiner)
Max Koppel (geboren 12. August 1905 in Mönchengladbach; gestorben 16. Dezember 1974 in New York City) war ein deutschamerikanischer Rabbiner.

## Leben
Max Koppel war ein Sohn des Kaufmanns Mendel Koppel und der Cäcilia Goldmann, er hatte sechs Geschwister. Koppel studierte ab 1925 an der Universität Würzburg, an der Universität Breslau und am Jüdisch-Theologischen Seminar Breslau. Er wurde 1930 in Würzburg promoviert. Er machte 1933 die Rabbinatsprüfung und wurde Rabbiner in Hirschberg. Ab 1934 war er vierter Prediger der Jüdischen Reformgemeinde Berlin in der Synagoge Johannisstraße und war seit 1935 auch Religionslehrer an der Joseph-Lehmann-Schule. Im August 1937 emigrierte Koppel gegen den Widerstand des Gemeindevorstands in die USA.
1938/39 war er Mitgründer und bis 1974 Rabbiner der konservativen Flüchtlingsgemeinde Emes Wozedek in Washington Heights (New York City). Er gründete ein deutschsprachiges Gemeindeblatt und schrieb auch in der jüdischen Emigrantenzeitung Aufbau. 1939 heiratete Koppel die 1925 in die USA emigrierte Versicherungsangestellte Bertha Haas. Im Jahr 1942 erhielt er die amerikanische Staatsbürgerschaft. Koppel wurde 1974 bei einem Raubüberfall ermordet.

## Schriften (Auswahl)
- Schellings Einfluß auf die Naturphilosophie Görres. Fulda: Actiendr., 1931